# Concurso Garota Caipira
O Concurso Garota Caipira ou Garota Caipira é um evento realizado anualmente, no mês de junho, na cidade de Nossa Senhora das Dores, Médio Sertão Sergipano no estado de Sergipe, na região Nordeste do Brasil, onde participam garotas com idades entre 12 a 16 anos, e é coroada a garota que terá o título de Garota Caipira Junina. As garotas são representantes da Rede Municipal de Ensino.

## Histórico
O Concurso Garota Caipira foi idealizado no ano 2000 por José Erivaldo de Oliveira (Prof. Vado), que na época ao participar da realização de um concurso já existente (o Garota Fernando Azevedo), oriundo de uma das nossas escolas estaduais (C. E. Profº. Fernando Azevedo), despertou o desejo de criar um evento que unificasse a Rede Municipal. Surgiu então o Concurso Garota Caipira, com o objetivo em agregar alunos, familiares e toda comunidade em uma grande apresentação cultural.
Um fato marcante para a criação desse concurso foi a Implantação do Ensino Fundamental II (6º ao 9º ano) que retirou a sobrecarga do Estado que atendia essa clientela, e consequentemente, ajudando no aumento das matrículas do munícipio, mantendo os discentes em suas próprias comunidades, pois muitos desses alunos moram em povoados. Além de oportunizar que as pessoas do interior pudessem participar de um evento na cidade. Deste então, este concurso vem sendo o marco dos Festejos Juninos de Nossa Senhora das Dores.
O concurso iniciou-se com todas as escolas municipais, mas, atualmente 6 (seis) escolas do Fundamental II com suas respectivas garotas disputam o título de Garota Caipira. No início da disputa não tinha idade limite e de lá para cá, foi decidido entre 12 a 15 anos, no entanto, no ano de 2010 por necessidade em atender as escolas menores (Fundamental I) houve uma nova reformulação, ou seja, foi criado dentro do Garota Caipira, o Concurso Rainha do Milho por ocorrer disparidade em tamanhos e idades dentre as alunas da rede.
Deste então, ficou da seguinte forma: Escolas do Fundamental II com representantes do Concurso Garota Caipira e Escolas do Fundamental II com representantes do Concurso Rainha do Milho (sendo sugestão dos gestores e professores da época).  

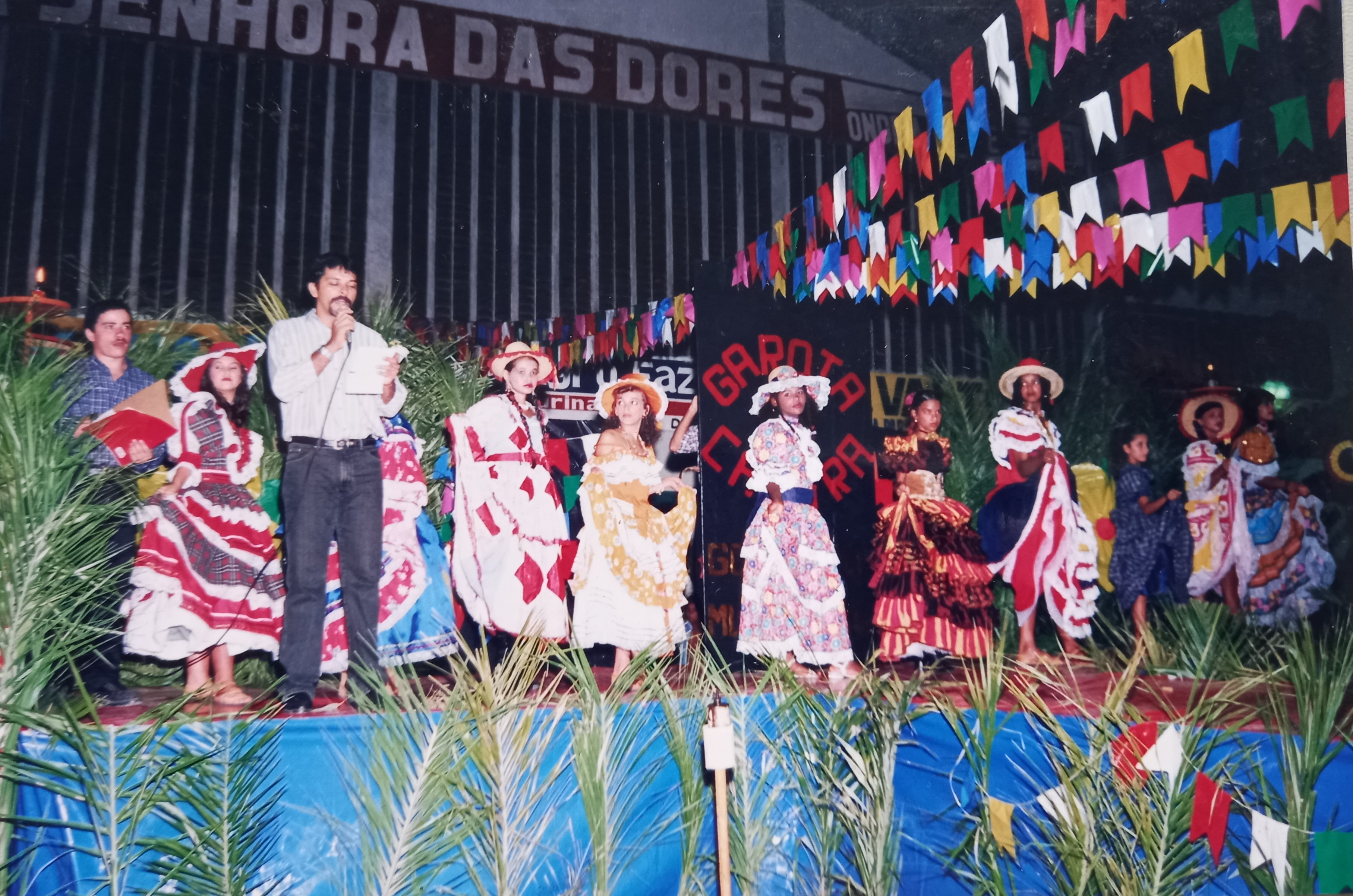
1º Concurso Garota Caipira (2001) no Ginásio de Esportes Tancredo Vieira - Nossa Senhora das Dores/SE (arquivo Miller Moraes)

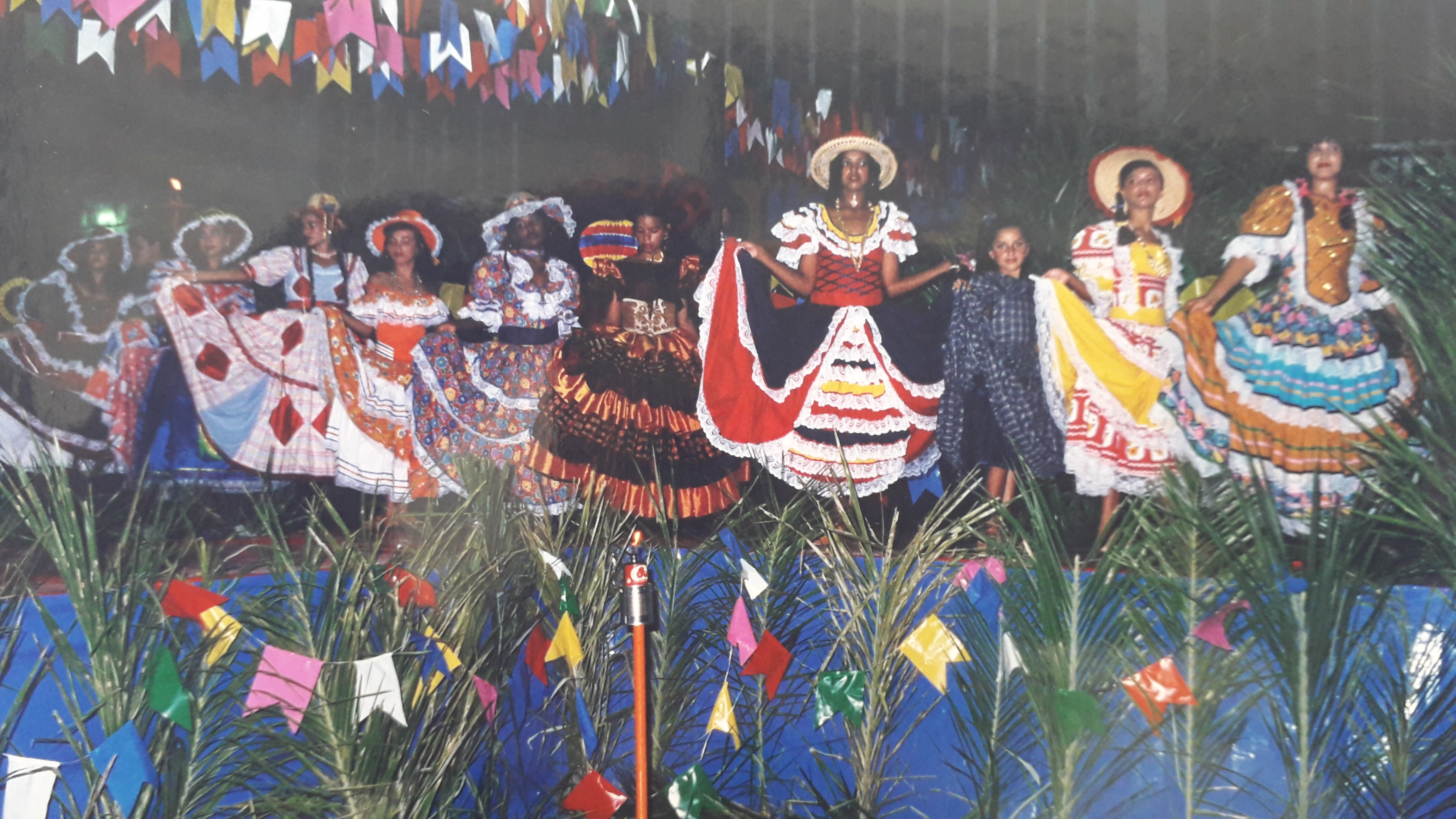
Todas participantes do 1º Concurso (2001) (arquivo Miller Moraes)

## Escolas Campeãs

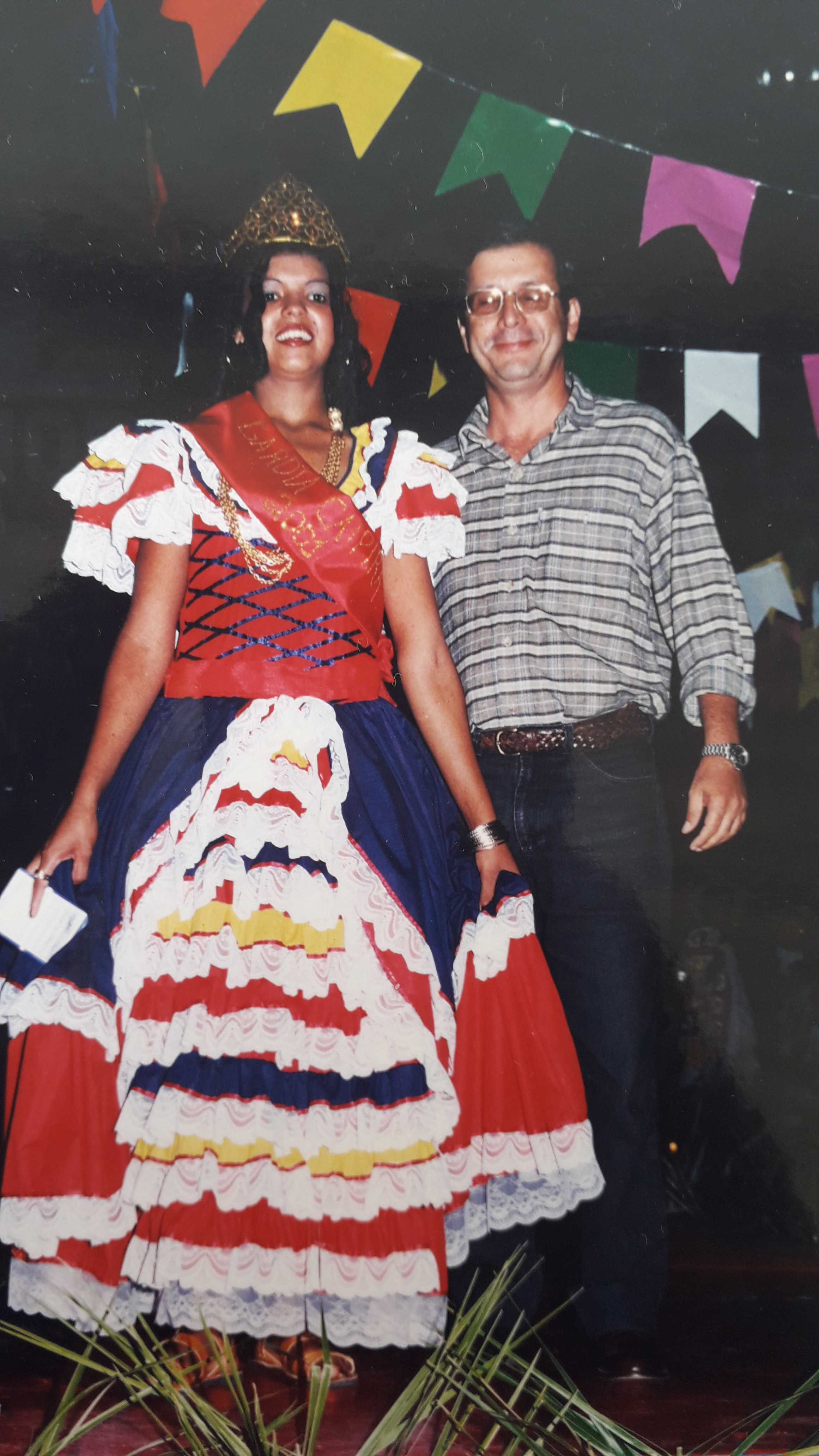
1ª Campeã - Concurso Garota Caipira (2001)

Atualmente temos 7 (sete) escolas campeãs do Concurso Garota Caipira. Sendo a primeira escola campeã em 2001 - E.M. Orestes de Andrade (Povoado Cajueiro) e a última em 2025 - E. M. Professora Hozana Azevedo (Cruzeiro das Moças).
Para conhecimento, abaixo, o histórico com as escolas e representantes desta competição.
| Edição | Ano  | Escola Campeão | Garota                                  |
| ------ | ---- | --- | --------------------------------------- |
| 1ª     | 2001 | Orestes de Andrade (1°) | Gracilene Souza                         |
| 2ª     | 2002 | Arnaldo Garcez (1°) | Fernanda Trindade                       |
| 3ª     | 2003 | Arnaldo Garcez (2°) | Paula Tavares                           |
| 4ª     | 2004 | Mª Enezilde (1°) | Crisleide Santos                        |
| 5ª     | 2005 | Arnaldo Garcez (3°) | Kethllen Souza                          |
| 6ª     | 2006 | José de Figueiredo (1°) | Luzia Tavares                           |
| 7ª     | 2007 | Mª da Glória (1°) | Thaynar Nascimento                      |
| 8ª     | 2008 | Arnaldo Garcez (4°) | Lurdinha Azevedo                        |
| 9ª     | 2009 | Mª da Glória (2°) | Daniela Andrade                         |
| 10ª    | 2010 | Arnaldo Garcez (5°) | Luzia Menezes                           |
| 11ª    | 2011 | Arnaldo Garcez (6°) | Joice Almeida                           |
| 12ª    | 2012 | Isaac Menezes (1°) | Clara Mariana                           |
| 13ª    | 2013 | Hozana Azevedo (1°) | Fabyana Lima                            |
| 14ª    | 2014 | Hozana Azevedo (2°) | Bianca Santana                          |
| 15ª    | 2015 | Hozana Azevedo (3°) | Fabyana Lima                            |
| 16ª    | 2016 | José de Figueiredo (2°) | Andrielly Andrade                       |
| 17ª    | 2017 | Hozana Azevedo (4°) | Tauane Menezes                          |
| 18ª    | 2018 | Mª Enezilde (2°) | Yasmin Andrade                          |
| 19ª    | 2019 | Arnaldo Garcez (7°) | Janielly Oliveira                       |
| #      | 2020 | Não houve devido a Pandemia de COVID-19                                                                                        | Não houve devido a Pandemia de COVID-19 |
| #      | 2021 | I Salva Junina (Gravação do Quadro 3,2,1 Luz Cultura Ação!) & Passeata pelas Ruas da Cidade - (Homenageando a Cultura Dorense) | SECOM                                   |
| 20ª    | 2022 | Arnaldo Garcez (8°) | Vanessa Jeniffer                        |
| 21ª    | 2023 | José de Figueiredo (3°) | Ketelly Nayara                          |
| 22ª    | 2024 | Hozana Azevedo (5°) | Karolaine Souza                         |
| 23ª    | 2025 | Hozana Azevedo (6°) | Manuella Andrade                        |

- : campeonatos consecutivos
- : soma de dez títulos
- No ano de 2021 não houve o evento ainda por motivo da pandemia do Covid19, mas, aconteceu pelas ruas da cidade o I Salva Junina. A SECOM por meio da prefeitura Municipal fez uma linda homenagem levando a todos os dorenses as principais culturas juninas que existe no município, como o Encontro de Sanfoneiros (Lenildon do Acordeon - Baião de Dois), a Garota Caipira representada pela campeã do ano de 2005, Kethllen Souza e a Quadrilha Junina Fogo no Faxo. Além desse momento, houve também a gravação do Quadro 3,2,1 Luz Cultura Ação!, onde teve entrevistas com pessoas do ramo cultural dorense em que cada um fala de sua contribuição com a cultura e com a história do município.

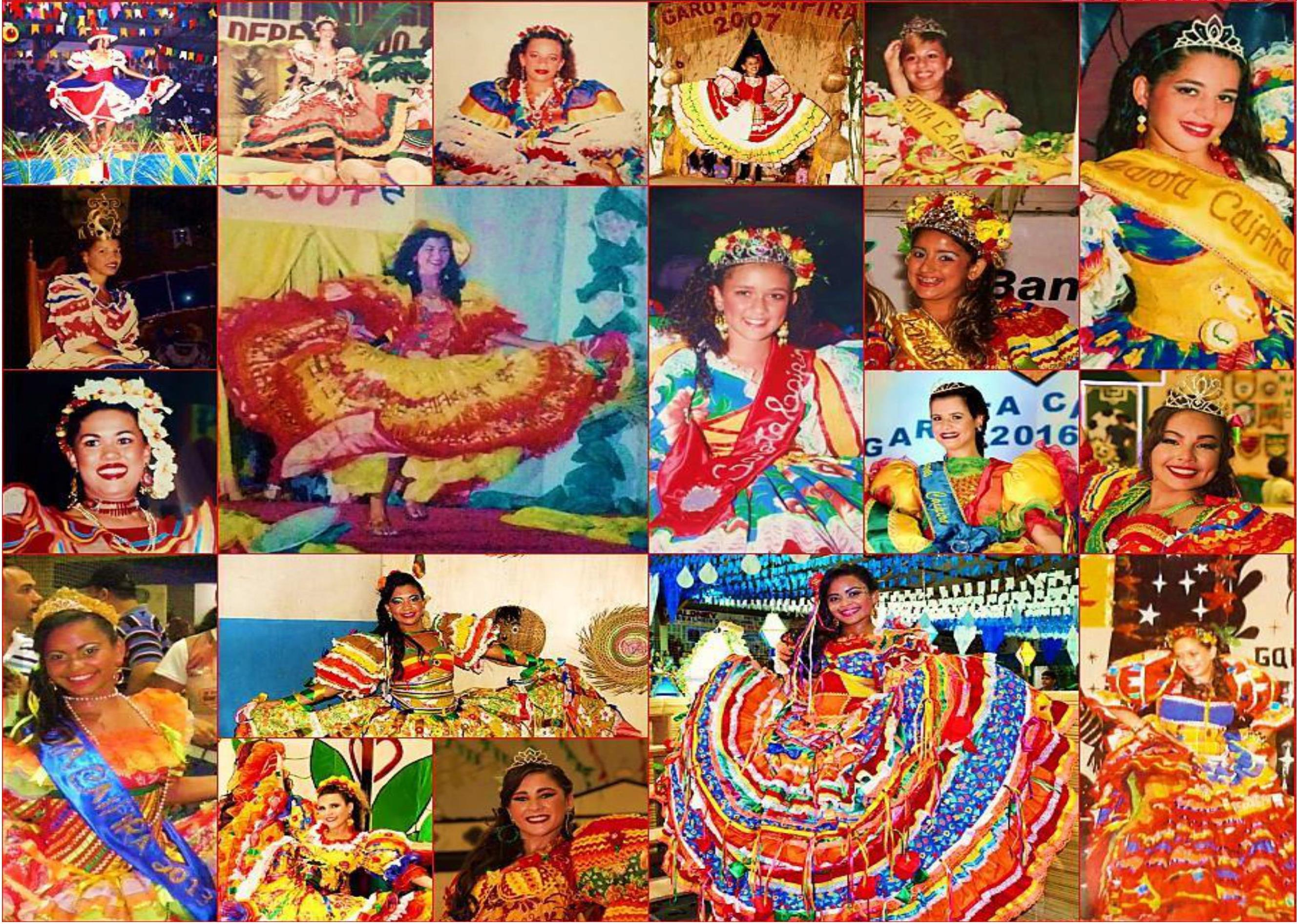
Campeãs (2001-2019)

## Títulos por Escolas
| Escola             | Campeão | Anos do Títulos                                |
| ------------------ | ------- | ---------------------------------------------- |
| Arnaldo Garcez     | 8       | 2002, 2003, 2005, 2008, 2010, 2011, 2019, 2022 |
| Hozana Azevedo     | 6       | 2013, 2014, 2015, 2017, 2024, 2025             |
| José Figueiredo    | 3       | 2006, 2016, 2023                               |
| Maria Enezilde     | 2       | 2004, 2018                                     |
| Maria da Glória    | 2       | 2007, 2009                                     |
| Orestes de Andrade | 1       | 2001                                           |
| Isaac Menezes      | 1       | 2012                                           |

## Curiosidades
- A E. M. Arnaldo Rollemberg Garcez sediado no Centro da cidade, é a maior campeã do concurso com 8 (oito) títulos, tendo dois bicampeonatos nos anos 2002-2003 e 2010-2011.

- A E. M. Profª. Hozana Azevedo localizado na zona periférica da cidade no Bairro Cruzeiro das Moças se destaca por ser a única escola que conseguiu eleger a mesma Garota Caipira em duas ocasiões diferentes. Fabyana Lima foi campeã no ano de 2013 e 2015 estando dentro do limite de idade. Também é a única escola que conseguiu de forma unânime um tricampeonato, é também a segunda escola com maior número de títulos sendo 6 (seis) no total, sendo que nos anos 2024-2025 tem seu 1º bicampeonato.

- A E. M. Orestes de Andrade localizado no Povoado Cajueiro foi a primeira escola; conquistando assim, o 1º concurso e sendo a primeira escola de um povoado.

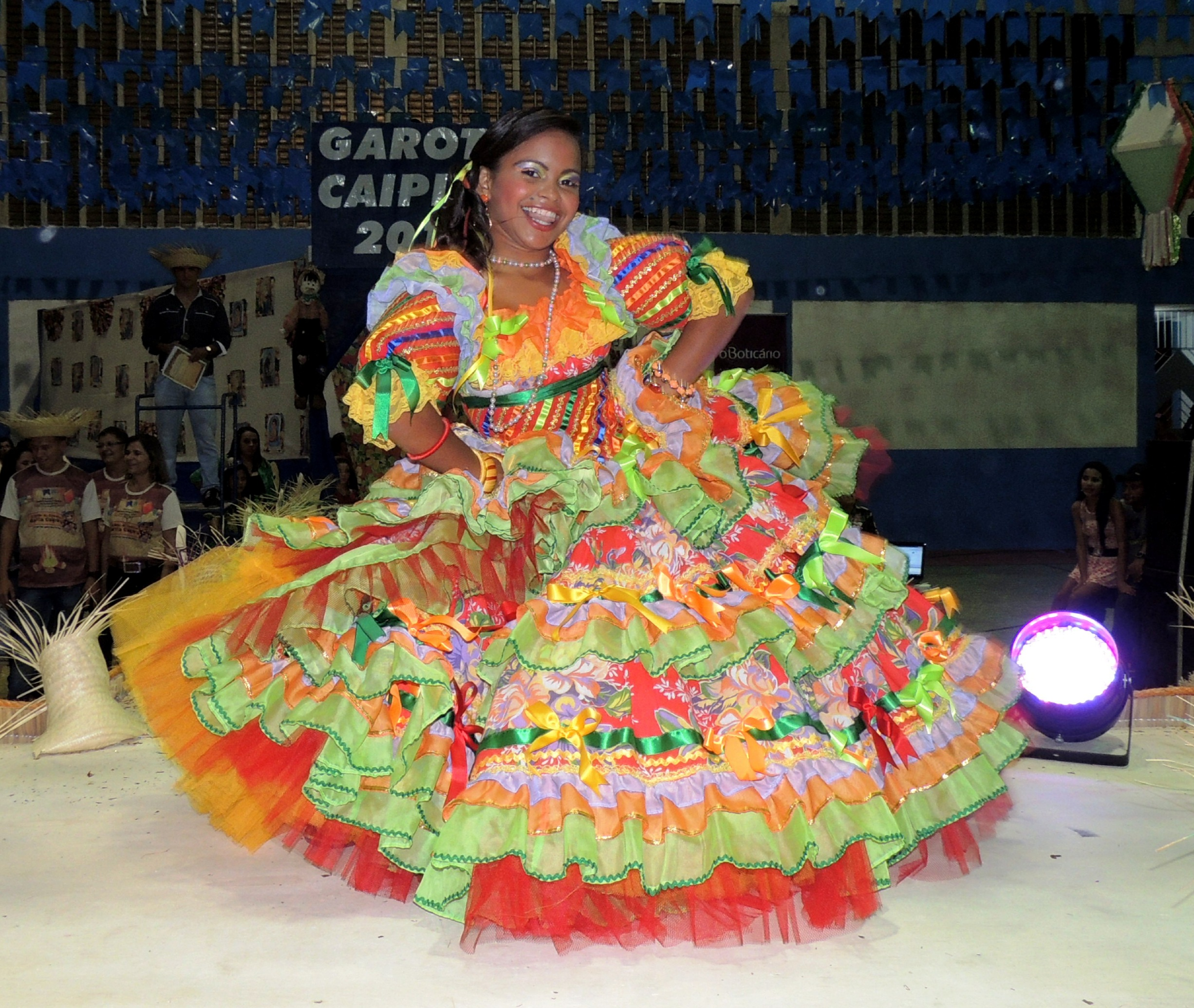
Fabyana Lima (2013) (arquivo Miller Moraes)

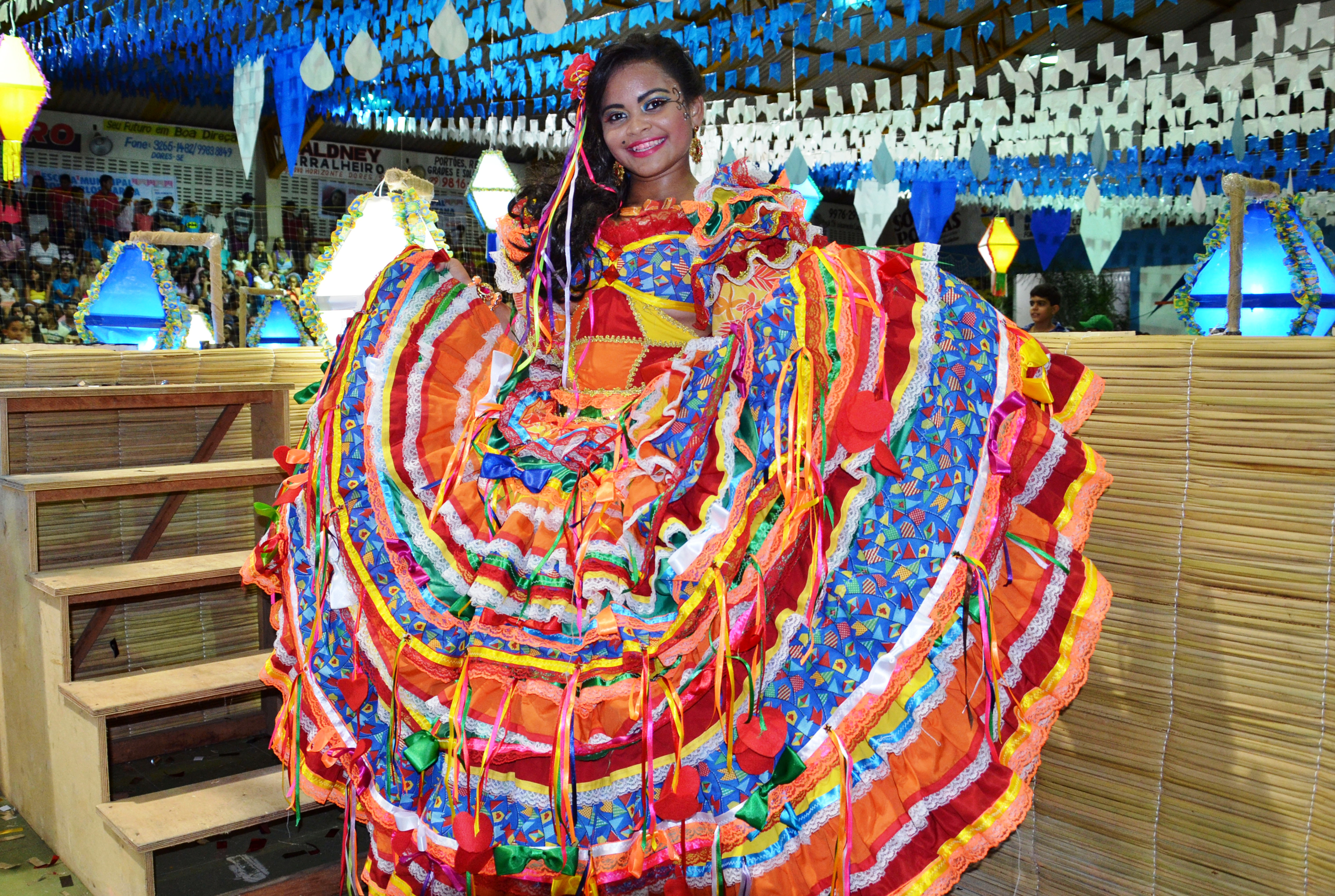
Fabyana Lima (2015) (arquivo Miller Moraes)